# Sonate pour piano no 32 de Beethoven
Vous lisez un « article de qualité » labellisé en 2006.
Pour les articles homonymes, voir Sonate pour piano (homonymie).
La Sonate pour piano no 32 en ut mineur, opus 111, de Ludwig van Beethoven, a été composée entre 1820 et 1822, parallèlement à la Sonate pour piano no 31, opus 110, et à la Missa solemnis.
Œuvre de la dernière période créative du compositeur (son ultime sonate et une de ses dernières œuvres pour le piano), elle opère une synthèse entre la forme sonate, la fugue et la variation. Elle ne comporte que deux mouvements très contrastés dont le second, une Arietta à variations, a été consacré par la formule de Thomas Mann, « l'adieu à la sonate ».
En raison de sa difficulté technique et de ses caractéristiques visionnaires, particulièrement rythmiques, la sonate a été presque ignorée des contemporains du compositeur et a mis longtemps à s'imposer au répertoire. Ce n'est qu'à partir de la seconde moitié du XIXe siècle qu'elle a trouvé sa place au concert, passant au répertoire des plus grands pianistes et comptant parmi les œuvres les plus commentées de Beethoven.

## Histoire de l'œuvre

### Contexte musical

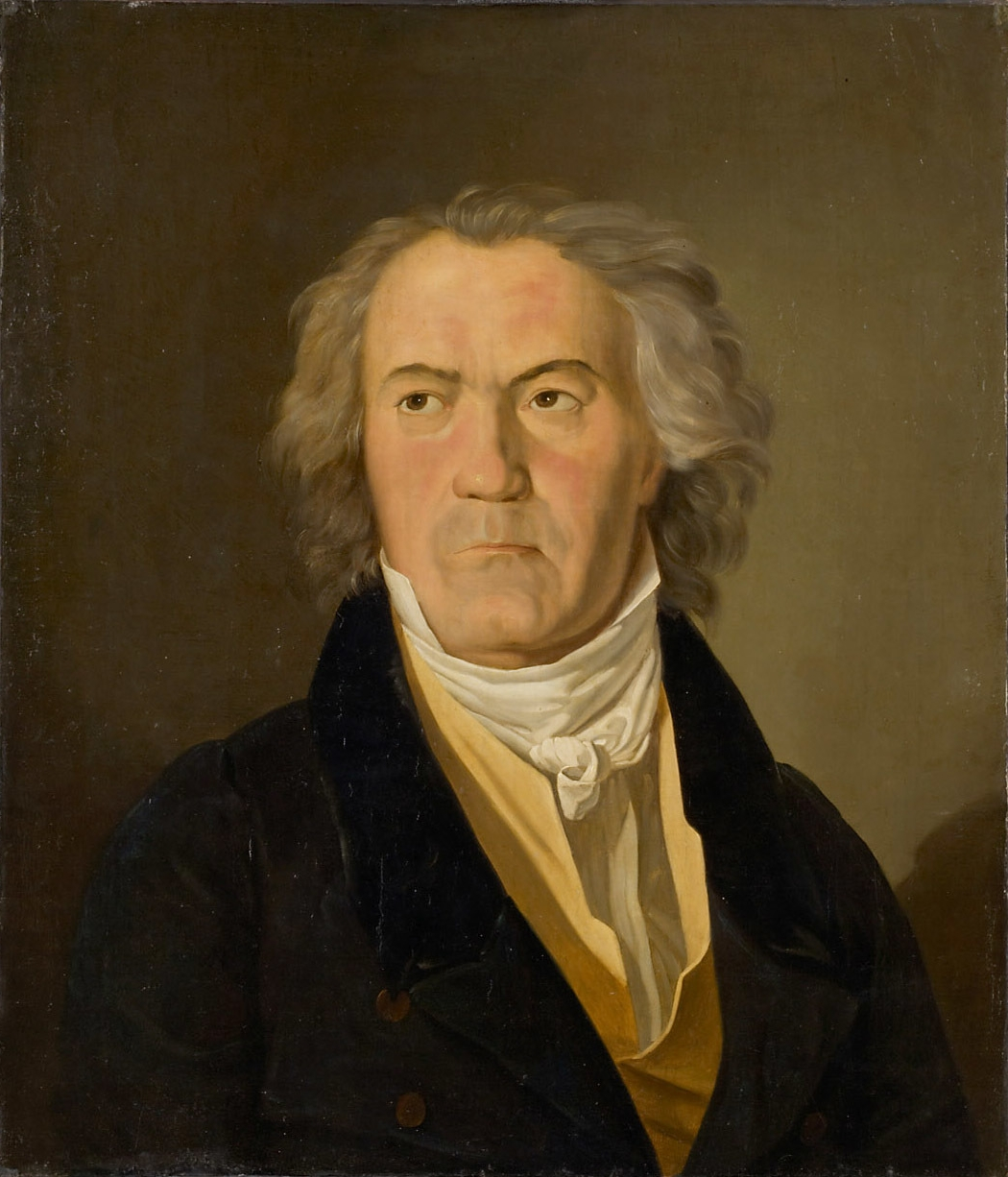
Beethoven en 1823, année de publication de l'opus 111. Portrait par F.G. Waldmüller, 1823.

1820 ouvre une décennie propice à la musique en Europe. Cette année où Beethoven met en chantier ses trois dernières sonates pour piano (op. 109, 110 et 111) tout en travaillant à la Missa Solemnis, Carl Maria von Weber parachève le Freischütz. Frédéric Chopin, âgé de dix ans, compose ses premières pièces pour piano tandis que le jeune Franz Liszt reçoit à Vienne l'enseignement de Salieri et de Czerny. Bientôt Diabelli propose une valse à l'émulation de ses confrères : une cinquantaine y répondent. En avril 1823, quand Beethoven remet la sonate opus 111 à son éditeur, Franz Schubert a composé la Symphonie inachevée et la Fantaisie Wanderer et commence le cycle La Belle Meunière. Encore un an et Arriaga publiera ses trois quatuors à cordes ; Beethoven enfin aura achevé les Variations Diabelli et la Neuvième Symphonie.
L'opus 111 est la trente-deuxième des sonates pour piano de Beethoven éditées avec numéro d'opus, mais la trente-cinquième si l'on compte les trois sonates dites « à l'Électeur » (WoO 47 no 1, 2 et 3) composées en 1783 à Bonn. Dernière sonate du compositeur, elle est aussi, avec les Onze bagatelles opus 119 (1822), les 33 Variations sur une valse de Diabelli opus 120 (1823) et les Six bagatelles opus 126 (1824), une de ses dernières œuvres pour piano.

### Genèse de la Sonate opus 111

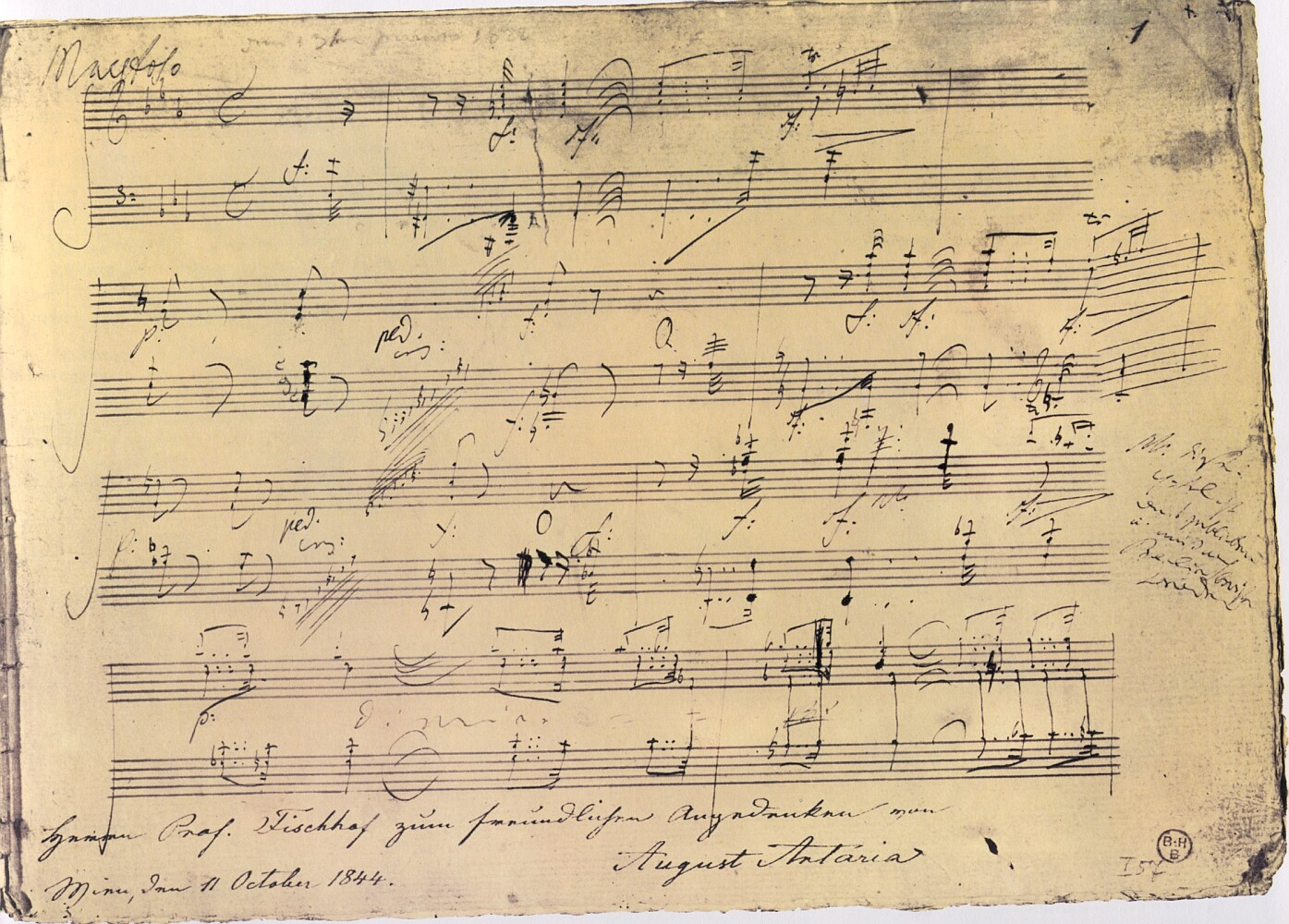
Première page autographe de la Sonate pour piano no 32 de Beethoven. Dans la marge supérieure est inscrite au crayon, à peine lisible encore, la date du 13 janvier 1822. Les annotations du bas de page sont signées de l'éditeur de musique August Artaria. Document conservé à la Beethoven-Haus, Bonn.

Beethoven a esquissé sa sonate pour piano no 32 en 1820, simultanément à la sonate no 31. Comme pour ses contemporaines la Missa solemnis et la Neuvième Symphonie, la composition de la sonate opus 111 a nécessité un travail long et complexe, puisant son inspiration bien en arrière du seuil des années 1820. Bien que l'œuvre n'ait été sérieusement ébauchée qu'à partir de 1820, le premier thème de l’allegro ed appassionato a été retrouvé dans un cahier d'esquisses de 1801 - 1802, contemporain de la Deuxième Symphonie. En outre, l'étude de ces cahiers nous apprend qu'il a d'abord été question d'une sonate en trois mouvements, sensiblement différente de celle que l'on connaît : ce n'est que par la suite que le thème initial du premier mouvement est devenu celui du Quatuor no 13 op. 130 en si bémol majeur, et que ce qui aurait dû servir de thème à l’adagio – une lente mélodie en la-bémol majeur – a été abandonné. Seul le motif prévu pour le troisième mouvement, le thème cité plus haut, a été conservé pour devenir celui du premier mouvement. L’Arietta résulte, elle aussi, d'un travail de recherche thématique considérable ; et les esquisses retrouvées semblent indiquer que c'est à partir du moment où le second mouvement prend véritablement forme que Beethoven abandonne l'idée d'en écrire un troisième, la sonate lui apparaissant alors construite de façon idéale,.
Beethoven achève son œuvre le 13 janvier 1822 d'après l'autographe mais lui apporte quelques retouches jusqu'au début du printemps de la même année. Le compositeur songe alors à la dédier, avec l'opus 110, à son amie Antonia Brentano, belle-sœur de Bettina von Arnim. Mais il se ravise finalement, et au moment où paraît la sonate, la dédicace porte le nom de son élève et mécène, l'archiduc Rodolphe d'Autriche, pour qui il avait par ailleurs composé la Missa solemnis. Cette dernière n'ayant pas été terminée à temps pour la cérémonie d'intronisation de Rodolphe au rang d’archevêque d’Olmütz, peut-être Beethoven lui a-t-il offert cette sonate pour s'en faire pardonner – mais aucune source n'en fait clairement mention. Pour finir Antonia Brentano reçoit la dédicace des Variations Diabelli (1823).

### Accueil de l'œuvre
La difficulté, tant pianistique que musicale, de la sonate opus 111 lui a valu un accueil perplexe d'une partie du monde musical de l'époque. Avant même son édition chez Maurice Schlesinger, à Paris en avril 1823, le travail d'édition s'est avéré particulièrement ardu, les copistes, graveurs et correcteurs s'étant trouvés confrontés à une partition d'une complexité jusque-là inédite. L'attitude de Schindler, qui demandait sans cesse à Beethoven pourquoi il n'avait pas écrit de troisième mouvement – jusqu'à ce que celui-ci, excédé, lui réponde qu'il « n'avait pas eu le temps », – est révélatrice de l'incompréhension à laquelle a dû faire face le compositeur.
La critique du Leipziger Musik-Zeitung de 1824, pour n'en citer qu'une, alla ainsi jusqu'à juger l'œuvre « indigne du génie de Beethoven ». Et malgré quelques critiques plus élogieuses, comme celle du Zeitung für Theater und Musik de 1823 pour qui l'œuvre « débordait d'idées et de modulations étonnantes », l'opus 111 a mis un certain temps avant de s'imposer dans le répertoire courant. Ce n'est qu'à partir de la seconde moitié du XIXe siècle que l'œuvre a trouvé en concert une place importante, notamment par les interprétations que Théodore Ritter et Hans von Bülow en donnèrent dans les années 1850.

### L'«Adieu au piano»

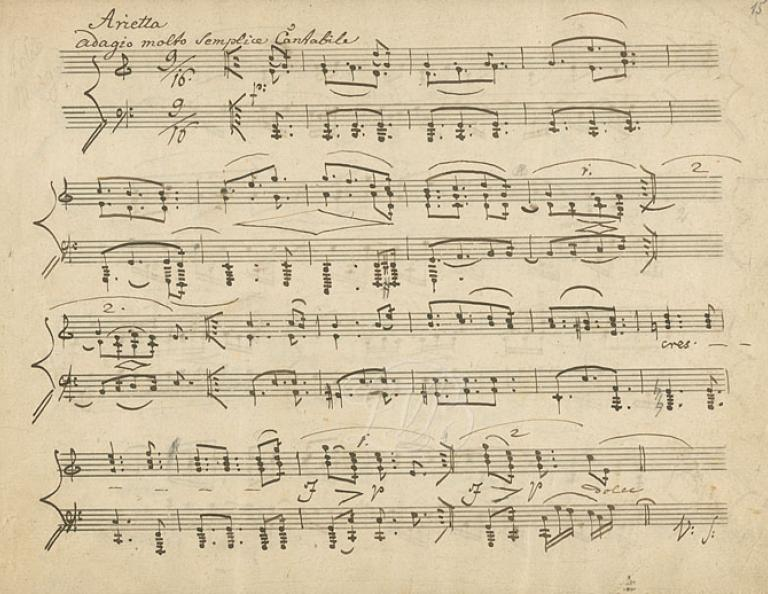
Copie manuscrite de la première page du second mouvement (Arietta – Adagio molto, semplice e cantabile) de la Sonate pour piano no 32 de Beethoven, éditée par Maurice Schlesinger à Paris en avril 1823.

À l'exception des œuvres citées plus haut, la sonate opus 111 est donc la dernière œuvre pour piano de Beethoven. Le compositeur ne meurt pourtant qu'en mars 1827, soit plus de quatre années plus tard – quatre années d'intense production qui voient notamment naître la Neuvième Symphonie et les derniers quatuors à cordes ; mais aussi de nombreux projets qui ne seront pas toujours esquissés : une Dixième Symphonie, un quintette, une ouverture sur le nom de Bach, ainsi qu'un opéra sur le thème de Faust, un oratorio sur le thème de Saül, une messe a cappella ou encore un requiem. Il est frappant de remarquer qu'il n'apparaît là plus aucune œuvre pour piano, alors que jusqu'ici Beethoven n'avait jamais cessé d'écrire pour son instrument de prédilection.

### L'opus 111 dans la littérature
Parmi les sonates de Beethoven, la 32e pour piano est une des rares à avoir connu une consécration littéraire. Sous l'influence de l'analyse musicale et philosophique de Theodor Adorno, Thomas Mann lui a en effet consacré un passage illustre de son roman Le Docteur Faustus, dans lequel il décrit l'œuvre comme la somme des recherches pianistiques du maître de Bonn et – formule devenue fameuse – comme son « adieu à la sonate », la coda du second mouvement résonnant comme un geste de départ (renvoyant d'ailleurs à la coda du 1er mouvement de la sonate « Les Adieux », mouvement qu'Adorno considérait comme l'un des plus achevés du compositeur). L'Ariette (second mouvement) est également citée, de manière ironique, au chapitre XII de Antic Hay, roman de 1923 d'Aldous Huxley : une pianiste amateur explique que cela commence simplement, mais que cela devient de plus en plus difficile à jouer, "et pourtant c'est toujours le même mouvement".

### L'opus 111 dans la musique
Sergueï Prokofiev a construit sa Deuxième Symphonie sur le modèle de l'opus 111 : deux mouvements dont le premier dure environ moitié moins que le second ; un premier mouvement très animé, suivi d'un second mouvement consistant en une suite de variations de caractère lyrique et mystérieux. Quant à son propre opus 111, la Sixième Symphonie, il la dédia à la mémoire de Beethoven en raison du numéro symbolique.

## Analyse du premier mouvement:Maestoso – Allegro con brio ed appassionato
|                      | Mesure  | Commentaire                           |
| -------------------- | ------- | ------------------------------------- |
| Exposition           | 4-19    | 1er sujet en do mineur (tonique).     |
| Exposition           | 19-34   | Épisode de transition.                |
| Exposition           | 34-39   | 2e sujet en La♭ majeur.               |
| Exposition           | 39-53   | Coda                                  |
| Exposition           | 55-56   | Transition vers le développement.     |
| Développement        | 57-77   | Développement.                        |
| Réexposition et coda | 77-85   | 1er sujet dans la tonalité originale. |
| Réexposition et coda | 85-101  | Épisode de transition.                |
| Réexposition et coda | 101-106 | 2e épisode en do majeur.              |
| Réexposition et coda | 107-116 | Rééxposition.                         |
| Réexposition et coda | 117     | Coda.                                 |

Le premier mouvement suit le plan de la forme sonate. Il est composé d'une introduction Maestoso (majestueux, assez lent et solennel), et d'un Allegro con brio ed appassionato (mouvement assez vif et allègre, avec brio et panache, d'un caractère passionné). L'allegro comporte de nombreuses indications agogiques et des nuances extrêmes. La tonalité principale est do mineur, mais les modulations sont continuelles, certains changements de tons étant directement écrits sur la partition (la♭ majeur, mes. 43, et sol mineur, mes. 71).

### Introduction
« Les effets les plus étonnants que l'on attribue au seul génie du compositeur ne sont souvent obtenus que grâce à la mise en œuvre judicieuse de l'accord de septième diminuée. »

— Lettre de Beethoven au neveu de J. G. Albrechtsberger.
Comme s'il poursuivait une conversation déjà engagée, le premier mouvement Maestoso s'ouvre forte () sur un intervalle descendant de septième diminuée (mi♭/fa) joué à l'octave et suivi de deux accords de septième diminué (fa/mi♭/la/do) frappés toujours forte et sforzando (), en renforçant le son. D'un effet théâtral et dramatique saisissant, cette première mesure semble vouloir imposer avec force la tonalité de sol mineur. Mais au début de la deuxième mesure, la cadence parfaite jouée piano () et enchaînée à un accord de sixte (si♮, ré, sol) résonnant (Ped.) longuement arpégé en crescendo (cresc.), dément avec douceur et semble timidement annoncer la tonalité d’ut mineur.
Cette formule, répétée deux fois en une harmonisation variée, aboutit sur une suite d'accords modulants, aux rythmes doublement pointés, jouée pianissimo (). Pendant quatre mesures, dans le grave, une pédale sur un sol répété en croches aboutit sur un long trille mesuré surmonté de l'accord sol, si♮, ré, en crescendo, attentisme en forme de « fondu enchaîné » conduisant sans discontinuité à l’allegro con brio ed appassionato et confirmant définitivement la tonalité d'ut mineur.

### Exposition
Exposée fortissimo () et en octaves dans le registre grave, répétée une fois, la première partie du thème A est composée d'une levée en triolet de doubles croches, de deux noires (tonique do, médiante mi♭) et de la sensible (si♮) valant une noire pointée. Sans cesse réitérée et transposée, cette cellule rythmique et harmonique (I-III-VII, tonique-médiante-sensible) dominera une grande partie du premier mouvement. Toujours à l'octave et sans accompagnement, l'enchaînement se fait sur une septième diminuée (si♮- la♭) et la deuxième partie est elle-même répétée, en ralentissant légèrement (poco ritenente), puis ornée et a tempo.
Mesure 29, après une longue gamme d'ut mineur harmonique descendante en diminuant, cette fois dans le registre aigu, le thème est repris une deuxième fois, piano, dans la même tonalité mais harmonisé, quittant le seul jeu d'octave présent depuis le début et gardant ses changements de tempos (poco ritenente et a tempo).
La section suivante (mes. 35 à 50) reprend trois fois le thème accompagné d'un contrepoint de sept croches jouées à l'octave (sol, do, si♮, do, fa, mi♭, do pour le premier). Les deux voix écrites à la manière d'une invention baroque, sont reprises et transposées en alternant les registres, le sujet passant en ut mineur dans le médium, mi♭majeur dans le grave et la♭ majeur dans l'aigu. La tension dramatique ainsi créée aboutit à un accord extrême de ré♭ majeur joué trémolo, résonnant et fortissimo (Ped. et ), sur une trentième majeure (ré♭-fa). La transition sur le deuxième thème se fait… sur un accord de septième diminuée (ré♮, fa, la♭, do♭) toujours en trémolo et sur un ambitus d'une trente-quatrième diminuée ré♮-do♭ (4 octaves et une… 7e diminuée).
S'opposant formellement au thème A conformément à la dialectique de la forme sonate, le second thème B est court, peu développé, joué en majeur, dans des nuances feutrées, dans un petit registre médium/aigu. Contrairement à l'usage, il n'est pas présenté à la dominante (sol) ou au relatif majeur (mi bémol), mais en la bémol majeur, sixième degré de la tonalité principale vers laquelle l'invention avait évolué depuis la quarante-quatrième mesure, changement de ton indiqué sur la partition.
Formé d'une longue descente conjointe sur une dixième, le thème B est tout de suite repris ornementé d'une kyrielle de gruppetto et d'une agogique soutenue (meno allegro, puis ritardando, s’achevant sur un adagio). Le tempo primo d'enchaînement se fait sur une avalanche d'arpèges brisés, jouée fortissimo, retour comme pour fermer une parenthèse sur l'accord de septième diminuée ré♮, fa, la♭, do♭. La première cellule du thème A reprend, se développe avec vigueur sous l'agitation de doubles croches, aboutissant sur le renversement du thème B, motif rythmé et ascendant passant d'une voix à l'autre, repris en une longue montée de gruppettos chromatiques concluant en la bémol majeur. Reprise de l'exposition.

### Développement
Après un court rappel, sous forme chromatique, du thème A1, la fugue se poursuit dans le développement et gagne en complexité. Après une dizaine de mesures où elle a développé le thème A1 (son sujet) de manière polyphonique, elle s'interrompt pour laisser place à un développement harmonique de celui-ci, qui, six mesures plus tard, aboutit à la réexposition.

### Réexposition
Apparaissant tout d'abord à la tonique, fortissimo et en octaves parallèles, le thème A1 est ensuite une nouvelle fois brièvement développé pour aboutir à fa mineur, la sous-dominante, à laquelle est réexposé le début de la fugue (et donc son sujet A1 et son contre-sujet A2). Le thème B est alors repris à la tonique majeure, mais subit ensuite un développement qui, par le jeu des modulations, ramène à la sous-dominante. C'est cependant en ut mineur qu'est reprise la fin de l'exposition.

### Coda
Beethoven reprend la sous-dominante fa mineur pour la coda du premier mouvement. Sur une série d'accords syncopés, la coda connaît un parcours harmonique qui la conduit de fa mineur à ut majeur. Elle s'achève sur un accord d'ut majeur apaisé qui annonce le second mouvement.

## Analyse du second mouvement:Arietta – Adagio molto, semplice e cantabile
|               | Mesure  | Commentaire |
| ------------- | ------- | ----------- |
| Thème         | 1-18    |             |
| 1re Variation | 19-37   |             |
| 2e Variation  | 40-57   |             |
| 3e Variation  | 59-77   |             |
| 4e Variation  | 78-110  |             |
| 4e Variation  | 111-143 | Coda.       |
| 5e Variation  | 145-161 |             |
| 5e Variation  | 161-176 | Coda.       |
| 6e Variation  | 176-185 |             |
| 6e Variation  | 185     | Coda.       |

Le second mouvement de la sonate opus 111 est une arietta, dans la tonalité d'ut majeur, suivie de six variations. Beethoven précise comme indication de tempo et d'expression Adagio molto, semplice e cantabile (très lent, avec simplicité et bien chanté). La mesure principale est un 9/16 assez peu courant (mesure à trois temps ternaires, ayant une croche pointée ou trois doubles croches par temps).

### Thème
Le thème est formé de deux grandes phrases très structurées de huit mesures chacune avec leurs reprises et commençant sur l'anacrouse du troisième temps. L'écriture est à quatre voix comme un choral, la main droite du pianiste faisant chanter les lignes de soprano et d'alto, la main gauche, jouant avec l'espace sonore, celles de basse et de contrebasse. Parfois, une cinquième voix de mezzo-soprano apparaît soit en note isolée complétant l'harmonie, soit à part entière comme sur la fin de la deuxième phrase. L'harmonie est extrêmement dépouillée. La première phrase est entièrement basée sur les accords de la tonalité principale (ut majeur), excepté en note de passage très courte un fa dièse emprunté à la tonalité de la dominante (sol majeur). Les quatre premières mesures de la deuxième phrase modulent au premier sens du terme dans la tonalité relative (la mineur et sa sensible sol dièse), les quatre dernières mesures laissant revenir avec force la tonalité principale (V-I-IV-V-V-I ou dominante, tonique, sous-dominante, dominante, dominante, tonique).

### Première variation
La première variation conserve l'indicateur de mesure de 
, dans un phrasé dolce (doux) et sempre legato (toujours bien lié). L'alternance « croche/double croche » devient constante à la main droite et semble dynamiser le rythme, les croches syncopées de la main gauche s'alternent à la basse en contretemps : la variation acquiert un caractère dansant.

### Deuxième variation
La deuxième variation conserve le tempo (L'istesso tempo) et l'esprit précédent (dolce et sempre legato), mais l'indicateur de mesure passe à 
 (comprendre ici 2+2+2/16, comme un 
 pris à la double croche). Les valeurs de la cellule initiale sont plus brèves : le « croche/double croche » se transformant en « double croche/triple croche en triolet ». Cette métamorphose rythmique très balancée et les harmonies employées (emprunts fréquents et passagers à d'autres tonalités) se conjuguent à un usage de la syncope qui préfigure les musiques très « swinguées » à venir, comme le ragtime et le jazz.

### Troisième variation
La troisième variation contraste immédiatement des deux premières et du thème : la nuance piano, les quelques soufflets et timides sforzandos, la douceur et l'équilibre de l'écriture à trois, quatre ou cinq voix sont abandonnés. C'est le premier forte de ce mouvement qui ne s'achèvera que sur le pianissimo de la variation suivante ; utilisant tout l'espace sonore du clavier, c'est une succession virtuose d'arpèges descendants et ascendants par mouvements contraires des deux mains, l'accompagnement faisant entendre des accords sonnants et syncopés. L'indicateur de mesure est passé à 
 (comprendre ici 4+4+4/32, comme un 
 pris à la triple croche). Les valeurs de la cellule rythmique de base sont à nouveau deux fois plus rapides que précédemment : la « double croche/triple croche en triolet » devenant « triple croche/quadruple croche en triolet ».

### Quatrième variation

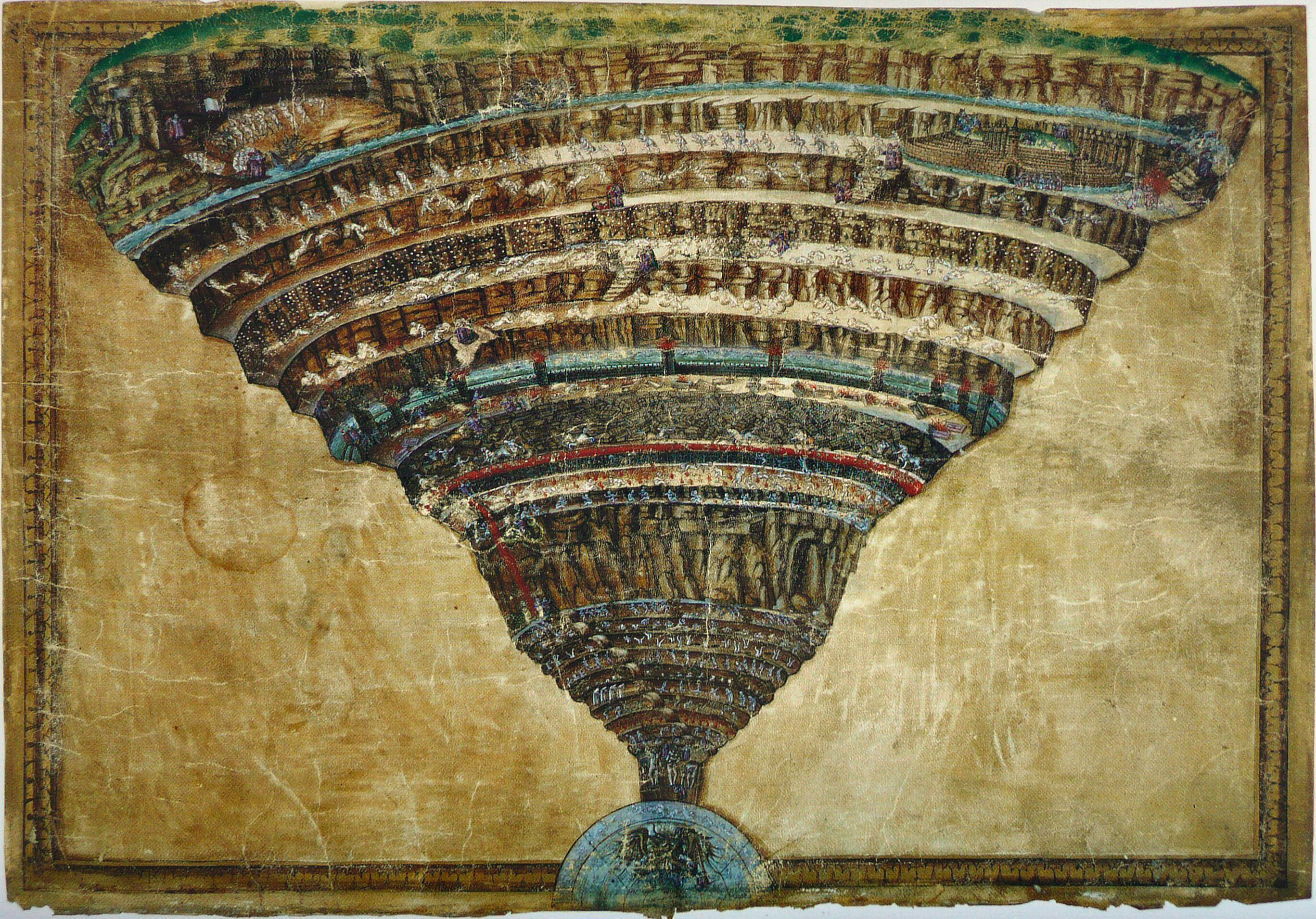
La descente modulante de la fin de la quatrième variation, évoquée, selon Dominique Merlet par l'illustration par Sandro Botticelli de l'enfer de Dante. thumb|Descente modulante.

Après le déferlement de la troisième variation, la quatrième voit la mesure revenir au 9/16 initial. La structure même du thème gardée dans les trois premières variations, est abandonnée. L'amplification rythmique s'est dissoute en un bruissement de triolets de triples-croches, soit en trémolo à la base, soit en arabesques dans l'aigu. Le thème est dilué, laissant place à une sorte d'improvisation impressionniste, jouée comme sur un nuage (pianissimo), pleine de légèreté (leggieremente), n'utilisant qu'un petit ambitus flânant sur toute l'étendue du clavier, particulièrement dans le suraigu. Suit, sur un trille de ré, une cadence très modulante (si bémol, mi bémol, la bémol majeur…) basée sur la première partie du thème et réutilisant tout l'espace du clavier avec, en paroxysme, une trente-huitième juste, soit un intervalle de cinq octaves et une quarte.
Après cette excursion dans des tonalités éloignées, suit une marche modulante, escalier « impressionnant et vertigineux », redescendant par palier vers la tonalité originale de do majeur. Selon Dominique Merlet elle évoque une illustration de l'enfer de Dante représentant les différents cercles de l'Enfer, au fond duquel se trouve un étroit corridor, échappatoire vers le purgatoire de la tonalité de do majeur.

### Cinquième variation
Avec le retour de la tonalité principale (ut majeur), le thème réapparaît enfin réexposé dans son intégralité, sorte de da capo sans ses reprises. L'accompagnement très sobre et linéaire de la première exposition s'est métamorphosé à la basse par des flots d'arpèges brisés en neuf triples croches en triolet par temps, et aux voix intermédiaires, en un long contre-chant de doubles croches fait de broderies et de notes répétées, cette nouvelle écriture pleine d'intensité donnant un caractère hymnique au thème.

### Sixième variation
L'ultime variation pianissimo, coda finale de l'œuvre, n'utilise que la première phrase du thème chantée à la main droite et entourée d'une pédale de dominante (sol) trillée pendant onze mesures ; la main gauche poursuit son accompagnement en un long murmure descendant de vingt-sept triples croches en triolet par mesure. Enfin, toujours en triolets de triples croches, les deux mains parcourant comme dans un dernier souffle toute l'étendue du clavier, une double volute ascendante à la tierce s'achève sur la gamme descendante de do majeur, jouée en crescendo et à la sixte sur trois octaves. Les premières notes du thème retentissent d'abord forte, puis en diminuendo, laissant la place à la sérénité finale du pianissimo de l'accord arpégé de la dernière mesure.

## Les caractéristiques du dernier Beethoven dans la Sonateno32
L'opus 111 concentre plusieurs des caractéristiques de la dernière période créatrice de son auteur. En effet, c'est avec les dernières sonates pour piano que Beethoven réalise pour la première fois la synthèse entre la fugue, la forme-variation et la forme-sonate, établissant ainsi les fondements de sa dernière manière.

### La forme sonate et la fugue
À partir de la Sonate pour violoncelle opus 102 no 2, plus de la moitié des œuvres majeures de Beethoven comportent une fugue : citons la fugue à trois voix du finale de la Hammerklavier, le finale de la Sonate pour piano no 31, le fugato choral du finale de la Neuvième symphonie, la vingt-quatrième et la trente-deuxième des Variations Diabelli, la Grande Fugue, le premier mouvement du Quatorzième quatuor.
L’Allegro con brio ed appasionato de la sonate pour piano no 32 n'est pas uniquement un morceau fugué, il est aussi et surtout un premier mouvement de sonate. Beethoven dans sa dernière période s'est vu confronté au problème d'intégrer la forme sonate dans l'appareil de la fugue. Il répond à ce problème par deux procédés. Le premier consiste à conférer à certains éléments musicaux une double fonction : c'est le cas du premier thème, qui est à la fois thème A1 de l'exposition de la sonate et sujet de la fugue, et de la phrase mélodique de sept croches (sol - do - si ♮ - do - fa - mi ♭ - do), qui est à la fois thème A2 de l'exposition de la sonate et contre-sujet de la fugue. Le second procédé consiste à alterner des passages « sonate » et des passages « fugue ».
Le tableau suivant permet de suivre, dans cet Allegro, les cheminements respectifs de la forme sonate et de la forme fugue, formes qui tantôt se superposent et tantôt s'alternent.
| Mesures   | Forme sonate                                                  | Forme fugue                                    | Parcours tonal                                                  |
| --------- | ------------------------------------------------------------- | ---------------------------------------------- | --------------------------------------------------------------- |
| 19 - 34   | Exposition : Thème A1                                         | ---                                            | tonique (ut m)                                                  |
| 35 - 47   | Exposition : Thèmes A1 - A2                                   | Exposition : Sujet & Contre-sujet              | tonique modulant                                                |
| 48 - 57   | Exposition : Transition - Thème B - Transition                | ---                                            | 6e degré maj. (la ♭ M)- modulant                                |
| 58 - 63   | Pré-développement : Thème A1                                  | 1er Divertissement : Sujet modulant            | 6e degré maj. modulant                                          |
| 64 - 69   | Coda de l'exposition                                          | ---                                            | 6e degré maj. (la ♭ M)                                          |
| 70 - 75   | Développement : Thème A1                                      | ---                                            | dominante (sol m)                                               |
| 76 - 85   | ---                                                           | 2e Divertissement : Sujet modulant             | modulant                                                        |
| 86 - 91   | Développement : Thème A1                                      | ---                                            | modulant                                                        |
| 92 - 99   | Réexposition : Thème A1 (avec post-développement)             | ---                                            | tonique (ut m) - modulant                                       |
| 100 - 113 | Réexposition : Thème A1 - A2                                  | Reprise de l'exposition : Sujet & Contre-sujet | sous-dominante (fa m) - modulant                                |
| 114 - 134 | Réexposition : Transition - Thème B (avec post-développement) | ---                                            | tonique majeure (ut M) - sous-dominante (fa m) - modulant       |
| 135 - 140 | Réexposition : reprise du pré-développement de A1             | Reprise du 1er divertissement                  | tonique modulant                                                |
| 141 - 158 | Coda                                                          | ---                                            | tonique (ut m) - sous-dominante (fa m) - tonique majeure (ut M) |

### La variation
La variation est un autre aspect essentiel de la pensée musicale du dernier Beethoven. Outre l'Arietta de la sonate opus 111, on la rencontre notamment dans le troisième mouvement de la Sonate pour piano no 30, dans les Variations Diabelli, dans l'adagio et le finale de la Neuvième Symphonie, dans le second mouvement du Quatuor à cordes no 12 et dans le quatrième mouvement du Quatuor à cordes no 14. Dans sa dernière période créatrice Beethoven confère à cette forme ancienne une profondeur d'expression que Bach, dans les Variations Goldberg, avait été le dernier à atteindre. Vincent d'Indy parle d'une variation tantôt « amplifiant le thème jusqu'à faire jaillir de lui une mélodie toute nouvelle », tantôt « le simplifiant jusqu'à le réduire à une quasi-immobilité mélodique ». Claude Rostand préfère pour les variations de l'Arietta le terme « progression » à celui de « variation » car « dans ces grandes amplifications du sujet initial il n'y a pas d'opposition, diversité, comme dans la technique de la variation habituelle, mais prolongement, démultiplication, restant toujours dans le même esprit, la même pulsation, le même mouvement ».

### Écriture personnelle et visionnaire
Entre 1812 et 1817, Beethoven traverse une période de crise au cours de laquelle il ne compose que très peu d'œuvres d'importance. La Sonate « Hammerklavier » en 1817, puis la Missa solemnis, commencée en 1818, marquent le début de sa dernière période créatrice à laquelle appartiennent les trois dernières sonates pour piano. Dépassant les concepts historiques courants, le Beethoven des dernières années a atteint une expression musicale inédite et personnelle. Le second mouvement de la sonate op. 111 illustre particulièrement cet aboutissement stylistique, résultant autant des influences précédemment citées que d'une puissance créatrice pleinement retrouvée après plusieurs années de silence artistique. Le premier mouvement montre également la fascination de Beethoven pour Haendel, notamment dans la fugue mêlée à la forme sonate, ou dans les rythmes surpointés de l'introduction : ces rythmes étaient très utilisés dans la musique baroque, en particulier dans l'Ouverture à la française, et préludent à tous les opéras et à tous les oratorios de Haendel.
Dans les variations de l’Arietta, la multiplicité des rythmes utilisés (rythmes ternaires de deux puis quatre et enfin huit notes par temps, rythmes syncopés sur deux temps, entre deux temps, sur des fractions de temps…), leur immobilisme de départ se métamorphosant progressivement en « une rapidité et une mobilité extrêmes », s'achevant dans une transfiguration et prenant même parfois l'allure du swing. Cette forme d'écriture amplificatrice annonce entre autres Wagner et Franck, ou plus tard Schönberg et Bartók.

## Propos sur l'œuvre

### Contemporains de l'œuvre
Richard Wagner, après s'être fait jouer l'opus 111 par Anton Rubinstein en 1880, s'exclame : « C'est là toute ma doctrine ! Le premier mouvement est la volonté dans sa douleur et son héroïque désir ; le second est la volonté apaisée, comme l'homme la possédera lorsqu'il sera devenu responsable, végétarien. »

### Interprètes
Wilhelm Kempff déclare, en 1965 : « Lorsque les premières mesures de l'Arietta (Adagio molto semplice e cantabile) retentissent, il devient manifeste que Beethoven interprète ici, contrairement à ce qu'il fait dans le finale de la Cinquième Symphonie, le passage du sombre ut mineur au lumineux ut majeur comme un dernier pas qui mène de ce monde-ci dans l'au-delà. Le changement s'accomplit en cinq variations, qui équivalent chacune à un pas de plus dans ces régions que nous ne pouvons que soupçonner. Puis lorsque le thème enfin accueilli dans l'harmonie des sphères nous guide et nous éclaire tel une étoile, nous comprenons que Beethoven, dont l'oreille ne percevait plus aucun son terrestre, a été élu pour nous “faire entendre l'inouï”. »
Alfred Brendel affirme que « [l'opus 111] est à la fois une confession qui vient clore les Sonates et un prélude au silence. »
Jörg Demus remarque que « le Beethoven tardif n'a donc nullement brisé les formes... Bien plutôt, à ce stade de sa vie, il avait appris à épurer l'œuvre de tout le superflu et de tout l'aléatoire, à la couler dans une forme délivrée de tout le banal, de tout le schématique. Et, par là, il avait satisfait au critère de toutes les œuvres assurées de la pérennité, qui tient dans l'équilibre forme = contenu. »
Lucien Rebatet juge en 1969 que « l'insurpassable chef-d'œuvre reste l'ariette – quelle ironie cachée dans ce terme d'opéra-comique – de l'op. 111, le thème le plus suave, le plus immatériel de la musique, que Beethoven précipite dans la cataracte des variations, d'où elle revient, encore plus ineffable, par une coda qui est une transfiguration ».
Marc Vignal déclare en 1999 : « La sonate op. 111 […] signe dans les résonances apaisées de son admirable arietta, 2e et dernier mouvement, l'« adieu à la sonate ». Voici l'un des édifices les plus codifiés du classicisme définitivement détruit, et voici l'ère ouverte à l'invention de nouvelles formes. »
La même année, Guy Sacre estime qu'« en fait de sonate, l'opus 111 est bien le mot de la fin ; on ne pouvait rien rajouter à l'édifice… les romantiques n'adhèrent à cette forme que du bout des doigts ; il faudra Liszt pour la remettre en question et lui soutirer un dernier chef-d'œuvre. »

## Ressources documentaires

### Sources manuscrites disponibles
- Un manuscrit autographe du premier mouvement, conservé à Bonn ; il comporte de nombreuses modifications effectuées entre mars et juillet 1822
- Le manuscrit autographe complet, conservé à Berlin
- Les corrections envoyées par Beethoven à l'éditeur, conservées à Bonn
- Une copie de la main d'un « copiste B », établie au printemps 1822, qui est conservée à Bonn. Comprenant un grand nombre de corrections faites par le compositeur, c'est elle qui a finalement servi à la gravure

### Édition
- (it) Schnabel A, Beethoven : 32 Sonate per pianoforte, volume terzo - edizione tecnico-interpretativa - Edizioni Curci, Milan, 1983.

### Discographie
- Quelques enregistrements célèbres :

Arrau, Claudio, 1985 – (Philips)
Backhaus, Wilhelm, 1961 – (Decca)
Brendel, Alfred, 1995 – (Philips Classics)
Cutner, Solomon, 1951 – (EMI Classics)
Fischer, Annie, 2001 – (Hungaroton)
Kempff, Wilhelm, 1954 – (Deutsche Grammophon)
Nat, Yves, 1954 - (EMI Classics)
Pollini, Maurizio, 1977 - (Deutsche Grammophon)
Richter, Sviatoslav, 1975 – (Music & Arts)
Schnabel, Artur, 1932 – (EMI Classics)
Serkin, Rudolf, 1987 - (Deutsche Grammophon)
Gulda, Friedrich, 1968 - (Amadeo)